# Ernst Udet
Ernst Udet (n. 26 aprilie 1896, Frankfurt pe Main - d. 17 noiembrie 1941, Berlin) a fost un as al aviației germane din Primul Război Mondial. A fost unul dintre cei mai tineri ași și asul cu cele mai multe victorii, care a supraviețuit Primului Război Mondial. Cu 62 de victorii a fost al doilea, după Manfred von Richthofen, comandantul său din Jagdgeschwader 1, „Circul Zburător”. S-a sinucis la 17 noiembrie 1941 din cauza relațiilor sale tensionate cu Hermann Göring, precum și din cauza deziluziei provocate de prietena sa, Inge Bleyle.

## Decorații
- Ordinul „Virtutea Aeronautică” de război cu spade, clasa Comandor (6 noiembrie 1941)[17]

## Legături externe
- en  Ernst Udet page on theaerodrome.com
- en  Udet's U-12 Flamingo Arhivat în 14 iulie 2019, la Wayback Machine.
- en  Leni's Rising Star Arhivat în 17 ianuarie 2021, la Wayback Machine. Includes info on the films Udet was in with Leni Riefenstahl.  Also has video downloads.
- en  "Ernst Udet: The Rise and Fall of a German World War I Ace" Arhivat în 15 ianuarie 2007, la Wayback Machine.
- en  Ernst Udet: Photos & Gravesite